# Bernard Mendy
Bernard Mendy (Évreux, Normandía, Francia, 20 de agosto de 1981), futbolista francés, con ascendencia senegalesa. Juega de defensa y su actual equipo es el Stade Brest de la Ligue 1 de Francia.

## Selección nacional
Ha sido internacional con la Selección de fútbol de Francia, habiendo jugado tres partidos internacionales.

## Clubes
| Club                | País       | Año        |
| ------------------- | ---------- | ---------- |
| SM Caen             | Francia    | 1998-2000  |
| Paris Saint-Germain | Francia    | 2000-2002  |
| Bolton Wanderers    | Inglaterra | 2002-2003  |
| Paris Saint-Germain | Francia    | 2003-2008  |
| Hull City           | Inglaterra | 2008- 2010 |
| Odense BK           | Dinamarca  | 2010- 2012 |
| Stade Brest         | Francia    | 2012-      |

## Palmarés

### Campeonatos nacionales
| Título          | Club                | País    | Año  |
| --------------- | ------------------- | ------- | ---- |
| Copa de Francia | Paris Saint-Germain | Francia | 2004 |
| Copa de Francia | Paris Saint-Germain | Francia | 2006 |
| Copa de la Liga | Paris Saint-Germain | Francia | 2008 |